# Valice
Valice este o comună slovacă, aflată în districtul Rimavská Sobota din regiunea Banská Bystrica. Localitatea se află la altitudinea de 213 m deasupra n.m., se întinde pe o suprafață de 5,34 km2 și în 2017 număra 315 locuitori.

## Istoric
Localitatea Valice este atestată documentar din 1247.

## Demografie
| An:                | 1994 | 2004   | 2014   | 2024   |
| ------------------ | ---- | ------ | ------ | ------ |
| Număr de persoane: | 331  | 310    | 322    | 335    |
| Diferență:         |      | −6,34% | +3,87% | +4,03% |

| An:                | 2023 | 2024   |
| ------------------ | ---- | ------ |
| Număr de persoane: | 324  | 335    |
| Diferență:         |      | +3,39% |